# Episodi di Settimo cielo (undicesima stagione)
L'undicesima e ultima stagione della serie televisiva Settimo cielo (7th Heaven), composta da 22 episodi, è stata trasmessa per la prima volta negli Stati Uniti dal 25 settembre 2006 al 13 maggio 2007 sulla rete The CW.
In Italia è andata in onda, in prima visione, sul canale satellitare Hallmark Channel dal 16 maggio al 25 luglio 2009 ogni sabato alle 21.00 con un doppio episodio settimanale. Per un errore di programmazione, nella serata di sabato 27 giugno 2009, Hallmark Channel ha mandato in onda lo stesso episodio due volte; tuttavia l'episodio saltato è andato poi regolarmente in onda domenica 28 giugno 2009.
In chiaro la prima parte della stagione (1-17) è andata in onda su Canale 5 dal 1º luglio al 24 luglio 2009.
La seconda parte della stagione (18-22) è andata in onda in prima TV in chiaro dal 23 febbraio al 25 febbraio 2011 su La 5.
| nº | Titolo originale                                 | Titolo italiano                  | Prima TV USA      | Prima TV Italia |
| -- | ------------------------------------------------ | -------------------------------- | ----------------- | --------------- |
| 1  | Turn, Turn, Turn                                 | Tutto cambia                     | 25 settembre 2006 | 16 maggio 2009  |
| 2  | And Tonight's Specials Are...                    | Le specialità del giorno         | 2 ottobre 2006    | 16 maggio 2009  |
| 3  | A Pain in the Neck                               | Il torcicollo                    | 15 ottobre 2006   | 23 maggio 2009  |
| 4  | Don't Ax, Don't Tell                             | Non chiedere, non parlare        | 22 ottobre 2006   | 23 maggio 2009  |
| 5  | The Replacements                                 | La nuova generazione             | 29 ottobre 2006   | 30 maggio 2009  |
| 6  | Broken Hearts and Promises                       | Cuori spezzati e promesse        | 5 novembre 2006   | 30 maggio 2009  |
| 7  | You Take the High Road (1)                       | Lontana da casa (1)              | 12 novembre 2006  | 6 giugno 2009   |
| 8  | And I'll Take the Low Road (2)                   | Il difetto delle scorciatoie (2) | 19 novembre 2006  | 6 giugno 2009   |
| 9  | Thanks and Giving                                | Donare e ringraziare             | 26 novembre 2006  | 13 giugno 2009  |
| 10 | You Don't Know What You've Got 'Til He's Gone    | Il kilt del reverendo            | 3 dicembre 2006   | 13 giugno 2009  |
| 11 | Christmas!                                       | Regali                           | 10 dicembre 2006  | 20 giugno 2009  |
| 12 | Can I Just Get Something to Eat?                 | Un aiuto per il Darfur           | 14 gennaio 2007   | 20 giugno 2009  |
| 13 | Script Number Two Hundred Thirty-Four            | Tempo di consigli                | 21 gennaio 2007   | 27 giugno 2009  |
| 14 | Deacon Blues                                     | Bilancio in rosso                | 28 gennaio 2007   | 28 giugno 2009  |
| 15 | Tit for Tat                                      | Dare per avere                   | 11 febbraio 2007  | 4 luglio 2009   |
| 16 | Gimme That Ol' Time Religion                     | La religione di una volta        | 18 febbraio 2007  | 4 luglio 2009   |
| 17 | Small Miracles                                   | Piccoli miracoli                 | 8 aprile 2007     | 11 luglio 2009  |
| 18 | Inked                                            | Il tatuaggio                     | 15 aprile 2007    | 11 luglio 2009  |
| 19 | Some Break-Ups and Some Get-Togethers            | Il messaggio enigmatico          | 22 aprile 2007    | 18 luglio 2009  |
| 20 | Nothing Says Lovin' Like Something from the Oven | Sentirsi dire ti amo             | 29 aprile 2007    | 18 luglio 2009  |
| 21 | Good News for Almost Everyone                    | Buone notizie quasi per tutti    | 6 maggio 2007     | 25 luglio 2009  |
| 22 | And Away We Go                                   | Senza meta                       | 13 maggio 2007    | 25 luglio 2009  |

## Tutto Cambia
- Titolo originale: Turn, Turn, Turn
- Diretto da: Joel J. Feigenbaum
- Scritto da: Caroline Kepnes

### Trama
Lucy e Kevin affrontano una tragedia inaspettata, poi Lucy, ancora emotivamente fragile, convince Eric a lasciarle tenere il sermone di domenica prossima. Nel frattempo, Martin chiede a Sandy di sposarlo per costruire una famiglia per il loro figlio, poi si arrabbia quando scopre perché lei sta temporeggiando. Annie non riesce a scrollarsi di dosso la sensazione che ci sia qualcosa di terribilmente sbagliato in Eric, mentre Ruthie sta studiando in Scozia.

## Le Specialità del giorno
- Titolo originale: And Tonight's Specials Are...
- Diretto da: Keith Truesdell
- Scritto da: Brenda Hampton

### Trama
La tensione cresce nel matrimonio di Lucy e Kevin mentre lei si allontana emotivamente, trascorre sempre più tempo al cinema e inizia persino ad aprire il suo cuore a un adolescente che lavora lì. Tornato a casa, Annie esorta Kevin a non rinunciare a Lucy, ed Eric non è entusiasta del nuovo soprannome che i suoi figli gemelli gli hanno dato, ma non è niente in confronto al suo scontro con il loro giovanissimo insegnante.

## Il torcicollo
- Titolo originale: A Pain in the Neck
- Diretto da: Michael Preece
- Scritto da: Brenda Hampton

### Trama
Annie va a Buffalo per aiutare Mary con le sue figlie gemelle appena nate; lasciato a occuparsi delle cose a casa, Eric, che soffre di un dolore al collo lancinante, tira fuori i gemelli dalla scuola senza consultare Annie dopo aver affrontato una questione difficile con il loro insegnante di terza elementare. Il fratello di Kevin, Ben, arriva per una visita, ma c'è solo un modo per convincere Lucy, emotivamente instabile, a lasciarlo stare con loro per un po'.

## Non chiedere, non parlare
- Titolo originale: Don't Ax, Don't Tell
- Diretto da: Joel J. Feigenbaum
- Scritto da: Brenda Hampton

### Trama
Continuando a gestire la casa in assenza di Annie, Eric inizia a far studiare a casa i gemelli e si stressa più del solito quando il loro insegnante arriva a casa desideroso di iniziare una relazione con lui. Nel frattempo, Lucy e Kevin notano lo strano comportamento di Eric e indagano, peggiorando le cose.

## La Nuova Generazione
- Titolo originale: The Replacements
- Diretto da: Michael McDonald
- Scritto da: Brenda Hampton

### Trama
Lucy dice a due ragazze che non avranno accesso agli appartamenti della casa di gravidanza, né tramite lei né Annie, ma un affitto così basso rimane un premio per cui vale la pena lottare. Quando l'auto di Eric si guasta, scopre che T-Bone, il venditore di biglietti per il cinema che ha una cotta per Lucy, è in realtà un ragazzo coraggioso e abbandonato. Quando le ragazze arrivano a casa Camden, riconoscono T-Bone come "Theodore". Eric le lascia restare per una notte fino al ritorno di Annie, anche dopo aver scoperto che fumano erba, ma Annie torna prima del previsto e lascia che siano i reverendi a trovare una sistemazione per le ragazze. Sandy contatta al telefono Daniel, il suo nuovo ragazzo, e lo passa a Eric, affermando che Daniel vuole solo sesso senza amore e aiuto per le pulizie; mentre lo dice, Martin entra nella stanza. Poi T-Bone ricatta Eric: o gli permette di andarsene o dirà a tutti che Eric ha problemi di cuore, cosa che ha scoperto mentre riparava i vecchi pantaloni di Kevin. Eric dice solo ad Annie della sua intenzione di continuare a far studiare a casa i gemelli.

## Cuori spezzati e promesse
- Titolo originale: Broken Hearts and Promises
- Diretto da: Michael Preece
- Scritto da: Brenda Hampton

### Trama
Eric continua ostinatamente a nascondere i suoi problemi di cuore ad Annie, anche dopo un malinteso che porta i paramedici ad accorrere in casa, ma finisce per dire la verità a Kevin che lo convince a riprendere i suoi controlli cardiaci periodici. T-Bone si rivela utile come un angelo e un maggiordomo, infatti Annie incredula riesce a trovargli una casa, anche se il ragazzo ha soltanto 17 anni. Lucy pensa di avere altri figli dopo aver fatto visita a Sandy, che è di nuovo innamorata di Daniel e deve scegliere fra lui e Martin.

## Lontana da casa (1)
- Titolo originale: You Take the High Road (1)
- Diretto da: Joel J. Feigenbaum
- Scritto da: Jeffrey Rodgers

### Trama
Eric ha finalmente deciso di rivelare ai figli le sue condizioni cardiache. Ruthie è nervosa quando scopre che i suoi genitori stanno andando in Scozia, e rivela il suo lato peggiore quando ammette apertamente che non sacrificherà la propria libertà e felicità per tornare a casa dal padre malato. T-Bone e le ragazze fingono di essere spaventati e vogliono restare a casa di Kevin mentre i Camden sono via, ma Kevin non ci crede; in effetti Jeane si sta nascondendo da suo marito, che ha sposato tre settimane fa solo per interesse. Inoltre Margaret ha cattive notizie per T-Bone. Nel frattempo, Kevin ha difficoltà ad aiutare Lucy ad affrontare la malattia di Eric, Sandy accetta la proposta di matrimonio di Martin solo per liberarsi di Daniel, rivelatosi troppo appiccicoso, e Kevin scopre un segreto su Jane.

## Il difetto delle scorciatoie (2)
- Titolo originale: And I'll Take the Low Road (2)
- Diretto da: Joel J. Feigenbaum
- Scritto da: Brenda Hampton

### Trama
A casa, Kevin ha difficoltà a insegnare ai gemelli che gli animali domestici come i loro criceti vanno accuditi per tutta la vita e non possono scaricarli a lui. Quando Lucy scopre che il motivo per cui i gemelli si comportano così è la preoccupazione per le condizioni del padre, diventa una fonte di stabilità per loro. Nel frattempo, la madre Annie è furiosa nell'apprendere a Edimburgo che l'egoista Ruthie non ha alcun interesse a lasciare la sua vita di lusso scozzese e la sua privacy, pianificando persino di andare a sciare in Svizzera, ma il padre Eric dichiara che non le è permesso essere egoista e le ordina di tornare a casa. T-Bone è furioso quando una telefonata delle ragazze permette alla madre egoista, che lo aveva abbandonato, di rintracciarlo. Quando la vede, Kevin la riconosce come una prostituta che aveva arrestato in passato. Nonostante il suo comportamento, la madre di T-Bone accetta il consiglio di Lucy e decide di far emancipare il figlio, cioè di fargli ottenere la maggiore età anticipata in un procedimento giudiziario. Sandy interrompe i suoi progetti di matrimonio quando il migliore amico di Martin, Mac, chiede perché hanno tanta fretta.

## Donare e ringraziare
- Titolo originale: Thanks and Giving
- Diretto da: Keith Truesdell
- Scritto da: Brenda Hampton

### Trama
L'incontro di Ruthie con la sicurezza dell'aeroporto ritarda il ritorno a casa della famiglia. Arrabbiata per il fatto che il suo biglietto di sola andata abbia innescato una perquisizione durante una sosta a New York, Ruthie dice sarcasticamente di essere una terrorista, il che fa sì che l'agente Keaton delle forze di polizia dell'Autorità aeroportuale arresti Ruthie, Eric e Annie per interrogarli. A casa, Lucy trova la cucina di casa Camden invasa da casseruole e fiori dei parrocchiani preoccupati per la salute di Eric. Fortunatamente, l'atteggiamento positivo, calmo e fiducioso di Lucy nei confronti delle condizioni cardiache di Eric riducono le ansie dei membri della chiesa. Mentre Margaret e i gemelli organizzano un "bentornato a casa" musicale per Eric, T-Bone e Jane pensano a un regalo speciale per lui. A New York, l'agente Keaton confida a Eric che la sua fidanzata da cinque anni, che sta volando a Londra quella notte, rifiuta di sposarlo perché ha paura di perderlo. Successivamente, Lucy ispira la vicina di famiglia, la signora Beeker, con la sua fede e la sua forza, mentre Eric tiene un discorso all'aeroporto, sottolineando la necessità di vivere senza paura, nonostante gli atti terroristici dell'11 settembre 2001. Inoltre, rintraccia la fidanzata dell'agente Keaton e celebra una cerimonia di matrimonio al cancello. Con sua sorpresa, Sandy scopre che la visita "amichevole" di Mac è in realtà una missione da "spia" per conto di Martin, che vuole sapere se Sandy esce ancora con Simon, cosa che ovviamente non corrisponde al vero. Quella sera, i Camden arrivano a casa con un coro travolgente di "This Land is Your Land", eseguito da Margaret e dai gemelli. Nella loro camera da letto, Annie ed Eric sono sorpresi di trovare T-Bone e il regalo di Jane: un letto regolabile, donato da un parrocchiano.

## Il kilt del reverendo
- Titolo originale: You Don't Know What You've Got 'Til He's Gone
- Diretto da: Harry Harris
- Scritto da: Jeffrey Rodgers (sceneggiatura) e Brenda Hampton (soggetto)

### Trama
Ora che Eric è un malato terminale, adotta un nuovo approccio con i parrocchiani, dicendo loro sempre la verità, anche quando fa male; il nuovo metodo sembra funzionare quasi miracolosamente su diversi fronti. Lucy fa un viaggio con Kevin. In casa Camden, Ruthie è dispettosa da quando è tornata dalla Scozia, e il sempre allegro T-Bone la affronta, dicendole cosa pensa del suo atteggiamento egoista e odioso, ma quando il loro battibecco finisce con un bacio, l'umore di Ruthie inizia a cambiare. Nel frattempo, Margaret ottiene un lavoro domestico e l'intera famiglia Camden promette di andare a trovarla per Natale. Poi il fortunato barbone Stanley suggerisce a Eric di chiedere a Dio la guarigione.

## Regali
- Titolo originale: Christmas!
- Diretto da: Keith Truesdell
- Scritto da: Brenda Hampton ed Elaine Arata

### Trama
Pochi giorni prima di quello che Eric pensa possa essere il suo ultimo Natale con l'intera famiglia Camden, si sveglia in paradiso, che assomiglia piuttosto a Glenoak, e viene accolto dalla sua amorevole suocera e dai defunti che apprezzano ciò che ha fatto in vita. Tutti loro si preoccupano ancora per i mortali sulla terra. Nel frattempo, la famiglia Camden si preoccupa quando Eric non torna a casa dal lavoro e Annie cerca di tenere tutti insieme, compresi Lucy e Kevin che sono tornati presto da San Francisco. Mentre è in paradiso, a Eric vengono offerti regali di Natale miracolosi per la sua famiglia, tutte cose che ha generosamente donato ai suoi parrocchiani, come il tempo che Matt e Mary hanno da dedicare alle loro famiglie e la cancellazione dei ricordi che avvelenano le relazioni. La sua famiglia decide di prolungare la Giornata di beneficenza annuale a tre giorni per tre motivi: il primo è per sentirsi bene, il secondo come omaggio a Eric e il terzo per Gesù bambino. Il miglior dono potrebbe essere per Eric: ognuno ha un gruppo di angeli custodi e l'esperto responsabile delle sue scartoffie sta elaborando una richiesta del collega Stanley per prolungare la vita di Eric sulla Terra.

## Un aiuto per il Darfur
- Titolo originale: Can I Just Get Something to Eat?
- Diretto da: Harry Harris
- Scritto da: Chris Olsen (sceneggiatura), Jeff Olsen (sceneggiatura) e Brenda Hampton (soggetto)

### Trama
Kevin sente che Lucy è troppo pigra per fare la spesa come continua a promettere di fare; lei odia che lui acquisti all'ingrosso e butti via tutto appena supera la data di scadenza, ed è pragmatica: come proposito per il nuovo anno vuole risparmiare denaro prima di avere un secondo figlio. Quando Ruthie e T-Bone lavorano a un compito scolastico sul genocidio in Darfur, coinvolgono l'intera famiglia e la comunità nella causa. I gemelli spendono 50 dollari dei loro risparmi per aiutare il Darfur attraverso un rifugiato sudanese che una volta aiutò Ruthie a tornare a casa da una gita scolastica. I reverendi si oppongono a diversi voti del vecchio diacono di cui Lou li informa su questioni che vanno dai mobili da ufficio per Lucy (la priorità egoista disgusta apertamente Kevin), al fatto che il Darfur sia una causa troppo politica per ottenere il sostegno finanziario della parrocchia. Ruthie finge con arroganza che i suoi discorsi politici scozzesi la rendano un'esperta di tutti i problemi del mondo rispetto a T-Bone, che non ha mai viaggiato all'estero e non possiede nemmeno un computer, ma presto scopre che Margaret ha dei dubbi sul materiale che Jane ha dato a Ruthie, e in poche ore impara più di quanto lei sappia. Kevin cerca di educare le ragazze, che reagiscono emotivamente e mostrano generosità.

## Tempo di consigli
- Titolo originale: Script Number Two Hundred Thirty-Four
- Diretto da: Joel J. Feigenbaum
- Scritto da: Caroline Kepnes

### Trama
Mentre Eric e Lucy sgattaiolano a pescare, fingendo che sia per un seminario di "affari ufficiali della chiesa", Kevin si ritrova a dare consigli - con risultati pessimi - al povero T-Bone. Sandy si occupa della classe per adolescenti di Lucy per un giorno. Intanto, Ruthie è determinata a dimostrare di non essere più una ragazzina e perciò usa T-Bone, il suo ragazzo, per far ingelosire Mac e Martin. Mac si fa invitare a stare dai Camden, dopo essere tornato in città e aver scoperto che l'appartamento dei suoi genitori (che sono recentemente tornati insieme) ha soltanto una camera da letto, mentre Martin si lamenta di Sandy quando Mac organizza un doppio appuntamento con T-Bone, Margaret e Jane.

## Bilancio in rosso
- Titolo originale: Deacon Blues
- Diretto da: Michael Preece
- Scritto da: Jeffrey Rodgers

### Trama
Ruthie insiste affinché T-Bone ottenga la patente di guida in modo che possano andarsene per motivi di privacy; sfortunatamente, T-Bone commette l'errore di chiedere a Kevin di aiutarlo a prepararsi per l'esame. Lou informa uno sbalordito Eric che i diaconi della chiesa sentono che lui e Lucy non fanno più appello ai membri giovani della chiesa e suggeriscono a Sandy di tenere il prossimo sermone; Mac trova lavoro al cinema così può permettersi un appartamento con Jane e Margaret.

## Dare per avere
- Titolo originale: Tit for Tat
- Diretto da: Lindsley Parsons III
- Scritto da: Chris Olsen e Jeff Olsen

### Trama
Il colonnello John Camden e sua moglie Ruth passano da Eric e Annie senza preavviso, per salutare la famiglia prima di partire in viaggio per le Hawaii. Eric teme che i suoi genitori sappiano del suo problema di salute. Temendo di rivelare ai nonni i problemi di salute del padre, Lucy vuole lasciare la città con Kevin con la scusa di aiutare Simon e chiede a Sandy di coprire il servizio in chiesa. Sandy  accetta e resta al posto di Lucy con il piccolo Aaron; la ragazza è affettuosa con il suo nuovo fidanzato, il dottor Jonathan Sanderson e fredda con Martin. T-Bone ha bisogno di aiuto per il suo primo San Valentino con una ragazza, Ruthie insiste affinché si facciano tatuaggi coordinati, nonostante la sua riluttanza e quella di Margaret per i segni permanenti, dovendo nasconderli per i Camden e una grande fobia degli aghi. Mac è felice di trasferirsi nell'appartamento del trio perché così si sente indipendente e adulto. Quando Jane riceve i documenti per il divorzio dal soldato Jack, vuole aspettare fino a dopo il giorno di San Valentino. I nonni sentono i gemelli con i loro genitori e suggeriscono che presto potrebbero trasferirsi per sempre. Alla fine Lucy cambia idea e si presenta con Kevin.

## La religione di una volta
- Titolo originale: Gimme That Ol' Time Religion
- Diretto da: Joel J. Feigenbaum
- Scritto da: Chris Olsen e Jeff Olsen

### Trama
Ruthie cerca di nascondere il suo tatuaggio ai suoi genitori, che sanno già che le sta succedendo qualcosa; Lucy sa del tatuaggio, ma ha un motivo specifico per tenerlo per sé. Quando si rendono conto che Ruthie ha un segreto e T-Bone non vuole parlare, Eric e Annie temono che l'improvviso interesse religioso della figlia significhi qualcosa di brutto. Dopo qualche incitamento, i gemelli lo dicono ad Annie, Kevin trascina e corrompe Mac, Lucy viene a sapere da Sandy e persino Eric viene a sapere da Margaret e Jane che sono solo tatuaggi. Ancora una volta ognuno cerca di far finta agli altri di non sapere né di aver detto qualcosa; poi il gioco si sposta sull'indovinare chi sa cosa e se qualcuno dovrebbe dirlo a Eric.

## Piccoli miracoli
- Titolo originale: Small Miracles
- Diretto da: Michael Preece
- Scritto da: Elaine Arata

### Trama
Annie sperava che i gemelli facessero un brindisi per loro perché la colazione della domenica avrebbe assicurato loro una tranquilla mattinata a letto con Eric, ma rinunciano quasi subito a brindare quando Ruthie urla come una pazza perché ha perso il diamante dell'anello, che T-Bone le ha dato come promessa di fidanzamento, e si chiede se sia un segno che non dovrebbe stare con T-Bone.  Mentre Mac aiuta a cercare il diamante, Ruthie cerca di ricostruire le sue passeggiate prima della perdita. Nel frattempo, Eric ha sbalzi d'umore dovuti alla fiducia nella misericordia di Dio e prende qualsiasi cosa come un segno, rinnegando di credere in quelli di morte imminente come un corvo, ma continua a lavorare anche con Red, un vecchio malato di cattivo umore. Intanto, Kevin dubita che lo scopo di Lucy sia di gestire una chiesa tutta sua mentre suo padre è malato terminale; il corvo terrorizza Lucy come una specie "spaventosamente nera". Mac ha una visione offuscata di Sandy che presenta Jonathan Sanderson, un medico dell'ospedale, come il suo nuovo partner, scaricando Martin. Kevin fa un lungo discorso a T-Bone sull'amore, le promesse e le intenzioni, con effetto stimolante. Anche altre coppie traggono le proprie conclusioni per il futuro.

## Il tatuaggio
- Titolo originale: Inked
- Diretto da: Keith Truesdell
- Scritto da: Chad Byrnes

### Trama
T-Bone si sente insicuro nell'apprendere che l'unica cosa che impedisce a Ruthie di farsi rimuovere il tatuaggio con il suo nome da un medico è la mancanza di soldi. I genitori di Ruthie si rifiutano fermamente di aiutare a pagare la rimozione del tatuaggio e la ragazza si rifiuta di accettare un lavoro. Quando T-Bone si offre generosamente di pagare la rimozione del tatuaggio, "sentendosi in qualche modo responsabile", Annie ed Eric sono visibilmente disgustati quando lei accetta, prendendo i soldi di cui lui ha bisogno per il college, e le ordinano di accettare immediatamente un lavoro e pagare lei stessa ogni centesimo. Intanto, Lucy riceve un'offerta di lavoro inaspettata nella piccola città di Crossroads; lei e Kevin si recano lì per dare un'occhiata e scoprono che la chiesa della loro potenziale parrocchia si trova all'interno del bar/alimentari/scuola annessa, ci sono 27 abitanti, e se si trasferissero Kevin diventerebbe il loro sceriffo. Il medico asiatico che gestisce il complesso della chiesa spiega che la parrocchia accoglie circa 100 parrocchiani di fede diversa fra loro, provenienti da quattro contee prive di chiesa e la coppia di ministri dovrebbe fungere da "genitori del gruppo". Mac sbotta ad Haley dicendo che Martin non gioca quel giorno, quindi lui gli fa ammettere che ha mentito per avere un giorno libero; inoltre rimprovera Martin per aver trascurato suo figlio. Jane scopre che Margaret sta aiutando Mac con il suo compito di inglese e sembra interessata a lui. Eric dice a Margaret che dovrebbe concentrarsi sull'andare al college e assicura a T-Bone che non è obbligato a stare con l'egoista Ruthie a meno che non lo desideri, o ad assumersi la responsabilità della sua stessa stupidità. Kevin è ansioso di trasferirsi nella difficile parrocchia, mentre Lucy si sente sopraffatta e la gente del posto spera che si trasferiscano.

## Il messaggio enigmatico
- Titolo originale: Some Break-Ups and Some Get-Togethers
- Diretto da: Jason Priestley
- Scritto da: Justin Trofholz

### Trama
Quando Ruthie chiede a T-Bone di aiutarla a trovare un lavoro nel suo cinema, per guadagnare abbastanza per un regalo di anniversario e ricambiare il suo anello di fidanzamento, T-Bone confida al collega Mac che vuole chiedere il permesso di Eric per rompere con Ruthie, ma non ha il coraggio di farlo. Senza chiedere il permesso, Mac usa il cellulare di T-Bone per inviare a Ruthie un SMS che significa "ti lascio", e come se non fosse abbastanza lo invia accidentalmente all'intero elenco telefonico del ragazzo, con il risultato che tutti sanno della rottura tranne Ruthie che non comprende il messaggio. Lucy è furiosa con "l'insensibile T-Bone", mentre Annie incolpa Eric temendo che il suo permesso offuschi i sentimenti della coppia. Nel frattempo, Margaret è furiosa, sentendosi usata, quando sente che Mac si è preso tutto il merito di aver scritto il saggio di letteratura inglese di Crawford che lei lo ha aiutato a scrivere; Jane dice che uccide il suo sbocciante amore per lui così Mac la bacia per tranquillizzarla. Kevin è molto ansioso di diventare sceriffo a Crossroads, dove potrebbe davvero fare la differenza, ma Lucy non vuole muoversi e inventa scuse, quindi decidono di riflettere ancora un po' sulla loro scelta. Il capitano della polizia Michaels dice a Kevin che il lavoro è molto remunerativo, ma gli offre anche un lavoro alternativo senza trasferirsi. Martin si comporta nei confronti di Jane come se non stessero insieme, ma rifiuta il suggerimento di Mac di cercare una fidanzata più pratica, al suo college.

## Sentirsi dire ti amo
- Titolo originale: Nothing Says Lovin' Like Something from the Oven
- Diretto da: Joel J. Feigenbaum
- Scritto da: Hrag Gaboudian (sceneggiatura) e Brenda Hampton (soggetto)

### Trama
Eric cerca di rassicurare T-Bone che non c'è motivo di andarsene: Ruthie non lo odia e il fatto che abbia passato molto tempo con Martin non significa nulla. Poi una sorpresa ha la priorità: il dentista Theodore Alan 'Al' Bonaducci si reca a casa Camden e rivela a T-Bone 'junior' che sua madre gli ha appena detto a Las Vegas che è il padre del ragazzo, purtroppo con 17 anni di ritardo. Nel frattempo, il dottor Jonathan Sanderson fa una proposta di matrimonio a Sandy e promette di sposarla dopo la sua laurea, tra un anno. Intanto, Lucy dice a Kevin che vuole avere un altro figlio e che trasferirsi a Crossroads potrebbe non essere la cosa migliore, ma poi cambia idea, decidendo di trasferirsi con il marito e dicendogli che sta iniziando ad avere un ritardo. T-Bone confida a Eric che sta avendo dei ripensamenti sulla rottura con Ruthie, mentre Mac è nelle grazie di Margaret. Jane assicura a T-Bone che a Martin non piace Ruthie, mentre Martin accetta una conversazione seria anche con Sandy. Solo quando Ruthie sente che T-Bone accetta di andare via un'intera estate con suo padre, dice a Eric che odia la loro rottura.

## Buone notizie quasi per tutti
- Titolo originale: Good News for Almost Everyone
- Diretto da: Keith Truesdell
- Scritto da: Brenda Hampton

### Trama
Dopo un sogno particolarmente felice, Eric si sveglia euforico e trascina Annie in ospedale, assicurandole che si aspetta buone notizie dal dottore; Annie è così nervosa che dimentica i gemelli a casa e si fa prendere inutilmente dal panico mentre i gemelli, Kevin e Mac se la cavano egregiamente da soli. Ruthie si rimette con T-Bone a scuola e i due vengono sorpresi da Kevin mentre si stanno baciando. Kevin porta i due in ospedale in modo che si riuniscano con la famiglia Camden. Martin dice a Ruthie che ora la vede abbastanza grande per lui e più compatibile con Sandy, che ha sposato di recente. Lucy è preoccupata e curiosa, conferma a Kevin che sta aspettando di nuovo ed è decisamente pronta a trasferirsi e iniziare le loro nuove vite a Crossroads. Quando esce la voce sulla guarigione, Eric si unisce felice alla sua congregazione per annunciare ufficialmente di essere guarito.

## Senza meta
- Titolo originale: And Away We Go
- Diretto da: Harry Harris
- Scritto da: Brenda Hampton

### Trama
Ora che Eric è miracolosamente guarito, il colonnello e Ruth gli inviano un regalo: un camper. Decide impulsivamente di portarlo in un viaggio inaugurale non programmato per tutti gli Stati Uniti, per il quale presto si iscrivono gli altri residenti, l'unica limitazione è una valigia e tre oggetti personali ciascuno. Anche Kevin e Lucy si uniscono al viaggio inaugurale del camper, rimandando la decisione di trasferirsi definitivamente a Crossroads. Ruthie sceglie T-Bone come fidanzato e lei e Martin si separano in buoni rapporti; si diploma in anticipo e informa i suoi genitori che vuole rinunciare al college in autunno per viaggiare per il mondo con T-Bone, ma il ragazzo decide di viaggiare in macchina con il suo padre biologico.